# Juvigny (Alta Savoia)
Juvigny è un comune francese di 660 abitanti situato nel dipartimento dell'Alta Savoia nella regione dell'Alvernia-Rodano-Alpi.

## Società

### Evoluzione demografica
Abitanti censiti